# Missouri City (Texas)
Pour les articles homonymes, voir Missouri City.
La ville de Missouri City est située dans le comté de Fort Bend, dans l’État du Texas, aux États-Unis. À noter qu’une petite partie de la localité s’étend sur le comté de Harris. Sa population s’élevait à 67 358 habitants lors du recensement de 2010, estimée à 74 561 habitants en 2016.
Missouri City fait partie de l’agglomération de Houston.

## Personnalité liée à la ville
Le rappeur Travis Scott est né et a grandi à Missouri City. Il se voit remettre les clés de la ville le 10 février 2018.

## Source
- (en) Cet article est partiellement ou en totalité issu de l’article de Wikipédia en anglais intitulé « Missouri City, Texas » (voir la liste des auteurs).

1. ↑  (en) « Travis Scott Presented With Key To Missouri City », HotNewHipHop,‎ 2018 (lire en ligne, consulté le 11 février 2018)